# Дуэлянт (фильм, 2016)
«Дуэлянт» — российский приключенческий фильм режиссёра Алексея Мизгирёва, снятый в 2016 году по заказу кинокомпании Columbia Pictures.
Мировая премьера фильма состоялась 9 сентября 2016, в российский кинопрокат картина вышла 29 сентября 2016 года. Это третий российский фильм в формате IMAX.
Фильм-открытие кинофестиваля «Евразийский мост». Показ фильма входил в официальную программу кинофестиваля в Торонто 2016 года.

## Сюжет
Санкт-Петербург, 1860 год. Отставной офицер Пётр Яковлев стреляется за деньги на дуэлях, по договорённости представляя одного из противников — российский дуэльный кодекс позволял замену дуэлянта. Его секундант — немецкий барон с искусственными драгоценными зубами, главный организатор поединков. Все участники происшествий — известные в городе бретёры — оказываются кредиторами загадочного графа Беклемишева, фаворита великой княгини Александры Иосифовны. Новое увлечение графа — богатая наследница княжеского рода Тучковых. Её брат думает, что Беклемишев — обычный плут и ловелас. Юноша становится на пути у этого влиятельного господина.
После дуэли, организованной противниками как убийство (стрелялись вслепую через ткань, а в спину Яковлеву светило солнце), раненый Яковлев в бреду видит картины из далёкого прошлого: это то Алеутские острова, где его полумёртвого, 5 лет назад, вытащили из-под обломков шлюпки алеуты и шаманка проводит над ним обряд по заговору (это и есть причина его фантастической неуязвимости на дуэлях), то офицерское собрание, где он известен как подпоручик Колычев, то наказание шпицрутенами в присутствии графа Беклемишева (причина этого — отказ стреляться на дуэли и интриги графа пятилетней давности).
Весной 1860 года Яковлев вернулся в Петербург. Задумав устранить Тучкова, граф вновь прибегает к услугам барона. За игрой в карты молодой человек проигрывает 10 тысяч рублей. Отказавшись уплатить завышенную сумму, Тучков попадает в ловушку. Приятели барона заявляют, что подобный долг чести может разрешить только дуэль. Яковлев берётся защищать интересы барона. Подручный Беклемишева Липранди, притворяясь другом князю Тучкову, становится его секундантом. Идя к барьеру Тучков спотыкается и случайно нажимает на курок. Его секундант сообщает ему, что сейчас его убьют выстрелом в живот, а сестра выйдет замуж за графа Беклемишева. Князь Тучков подавлен, но Яковлев спасает его, убив Липранди рикошетом. Яковлев обличает подглядывающего за дуэлью графа Беклемишева, но тот находится под защитой Императорского общества офицеров. Тучков просит Яковлева о защите, но тот говорит, что Тучкову надо застрелить графа Беклемишева на дуэли. Беклемишев приказывает барону убить Яковлева. Нанятые бароном уголовники под руководством Семёнова нападают на карету Тучковых. Князя убивают, но Яковлев в рукопашной схватке расправляется с бандитами. Беклемишев смертельно ранит барона, он умирает на руках у Яковлева. Яковлев рассказывает княжне Марфе свою историю, как их с матерью погубил граф Беклемишев. Показывает портрет матери, где лицо скрыто тёмным пятном.
Яковлев/Колычев публично вызывает Беклемишева на дуэль. Великая княгиня Александра Иосифовна пытается это не допустить. Но брат настоящего Яковлева публично признаёт в Колычеве своего брата и заявляет Беклемишеву, что он встанет на замену. Граф соглашается на дуэль и стреляет первым. Яковлев/Колычев убивает своего врага. В карете княжна Марфа осматривая рану Колычева замечает, что пятно с портрета матери Колычева исчезло.

## В ролях
- Пётр Фёдоров — Яковлев / Колычев
- Владимир Машков — граф Беклемишев
- Франциска Петри — великая княгиня Александра Иосифовна
- Юлия Хлынина — княжна Марфа Тучкова
- Павел Табаков — князь Тучков, её брат
- Мартин Вуттке — немецкий барон
- Сергей Гармаш — Василий Васильевич Семёнов, однорукий дворянин из провинции
- Юрий Колокольников — Басаргин, кредитор графа
- Александр Яценко — Яковлев-младший
- Дмитрий Куличков — ротмистр Чичагов
- Юрий Кузнецов — слуга Колычевых
- Никита Кукушкин — молодой унтер-офицер

## Съёмочная группа
- Автор сценария и режиссёр-постановщик: Алексей Мизгирёв
- Продюсеры: Сергей Мелькумов, Александр Роднянский
- Сопродюсер: Глеб Фетисов
- Композитор: Игорь Вдовин
- Исполнительный продюсер: Наталия Горина
- Оператор-постановщик: Максим Осадчий
- Художник-постановщик: Андрей Понкратов
- Художник по гриму: Марина Красновидова
- Художник по костюмам: Татьяна Патрахальцева
- Кастинг-директор: Ольга Дубовицкая
- Режиссёр монтажа: Игорь Литонинский
- Звукорежиссёр: Ростислав Алимов
- Визуальные эффекты: Арман Яхин
- Постановщик трюковых сцен: Сергей Головкин